# Mankoskapakayak River
Mankoskapakayak River är ett vattendrag i Kanada.   Det ligger i provinsen Manitoba, i den sydöstra delen av landet, 1 600 km nordväst om huvudstaden Ottawa.
Runt Mankoskapakayak River är det tätbefolkat, med 331 invånare per kvadratkilometer.